# Waltham Development Company
Waltham Development Company war ein US-amerikanischer Hersteller von Motorrädern.

## Unternehmensgeschichte
Charles Herman Metz leitete die Waltham Manufacturing Company in Waltham in Massachusetts. Dort stellte er Automobile und Motorräder her. Je nach Quelle verließ er das Unternehmen im Dezember 1901 oder 1902 im Streit.
1902 gründete er sein eigenes Unternehmen in derselben Stadt. Er begann mit der Produktion von Motorrädern. Der Markenname lautete Metz. Im Oktober 1905 endete die Produktion.
1906 kam es zur Fusion mit der Motor Cycle Manufacturing Company der Brüder Marsh. Das neue Unternehmen hieß American Motor Company. Deren Produkte wurden als M-M, kurz für Marsh-Metz, vermarktet.

## Fahrzeuge
Ein Fahrzeug von 1905 hatte einen Einzylindermotor mit 2,625 Zoll Bohrung und 3 Zoll Hub. Umgerechnet sind das 66,675 mm Bohrung, 76,2 mm Hub und 266 cm³ Hubraum. Der Motor leistete 2 PS. 74 km/h Höchstgeschwindigkeit waren möglich.
Aus demselben Jahr ist auch ein Motorrad mit Zweizylindermotor bekannt. Er hatte die gleichen Zylinderabmessungen, also 532 cm³ Hubraum, und leistete 4 PS. 96 km/h Höchstgeschwindigkeit waren angegeben.